# Geri Halliwell

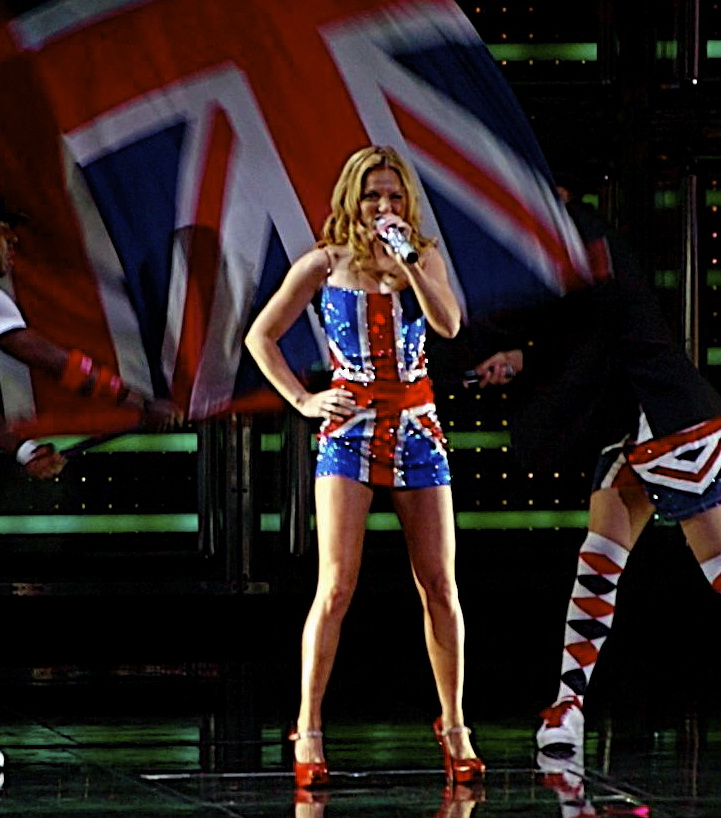
Geri Halliwell pe 6 ianuarie 2008.

Geraldine Estelle "Geri" Halliwell (n. 6 august 1972) este o cântăreață, compozitoare, autoare și actriță engleză. Halliwell a căpătat faima internațională în anii 1990 ca Ginger Spice, membră a formației Spice Girls. Pe 27 mai 1998, Halliwell a părăsit Spice Girls. În 2007, s-a anunțat că Spice Girls s-a reunit, iar Halliwell s-a alăturat grupului. Împreună cu trupa ea a mers în turneul Return of the Spice Girls și a lansat albumul Greatest Hits.
În 1999, Halliwell și-a făcut debutul în cariera solo lansând albumul de debut, Schizophonic, care a întrunit trei piese de poziția #1 în UK Singles Chart: "Mi Chico Latino", "Lift Me Up" și "Bag It Up", în timp ce single-ul principal, "Look at Me", s-a clasat pe poziția #2. În 2001, Halliwell și-a lansat cel de-al doilea album, Scream If You Wanna Go Faster; primul single de pe care, "It's Raining Men", s-a clasat pe poziția #1 în UK și a devenit cel mai mare hit al lui Halliwell. În 2005 Halliwell a lansat al treilea album de studio, Passion. A fost nominalizată de două ori la Premiile Brit (în 2000 și 2002).  
În aprilie 2013, Nine Network a anunțat că Geri Halliwell va fi cel de-al patrulea jurat la Australia's Got Talent. Pe 12 septembrie 2013 s-a anunțat că Halliwell se reîntoarce în industria muzicală în Australia lansând primul său single solo din ultimii aproape 8 ani, "Half of Me". Cu 11 single-uri number one (7 ca parte a Spice Girls și 4 solo) ea este a treia cântăreață cu cele mai multe single-uri de locul 1 din UK Singles Chart.

## Biografie

### Viața personală
Pe 14 mai 2006 Halliwell a dat naștere fiicei sale la Portland Hospital din Londra. Victoria Beckham și Emma Bunton au fost nașe de botez. Halliwell este suporteriță a echipei de fotbal Watford Football Club.

## Discografie
- Schizophonic (1999)
- Scream If You Wanna Go Faster (2001)
- Passion (2005)

## Publicații
- 1999 – If Only
- 2002 – Just for the Record
- 2008 – Ugenia Lavender

## Filmografie
| An   | Titlu                               | Rol                            | Note                                                                                            |
| ---- | ----------------------------------- | ------------------------------ | ----------------------------------------------------------------------------------------------- |
| 1990 | Dance Energy                        | Rolul propriei persoane        | Necreditată; Doar ca dansatoare/Stagehand                                                       |
| 1991 | Let's Make a Deal                   | Rolul propriei persoane        | Necreditată; Doar ca dansatoare/Stagehand                                                       |
| 1999 | 100 Greatest Women of Rock & Roll   | Prezentatoare                  | TV show                                                                                         |
| 1999 | Al Salir de Clase                   | Rolul propriei persoane        | "Duelo en las calles" (episodul 63; sezonul 3) "Rebelión en las aulas" (episodul 65; sezonul 3) |
| 2002 | Bo' Selecta!                        | Diverse roluri                 | "Geri Halliwell" (episodul 4; sezonul 1)                                                        |
| 2002 | Popstars: The Rivals                | Mentor/Ea însăși/Jurat         | Sezonul 1                                                                                       |
| 2003 | All American Girl                   | Mentor/Ea însăși/Jurat         | Sezonul 1                                                                                       |
| 2003 | Sex and the City                    | Phoebe Herrison                | "Boy, Interrupted" (episodul 10; sezonul 6)                                                     |
| 2004 | Top Gear                            | Rolul propriei persoane        | "5.2" (episodul 2; sezonul 5)                                                                   |
| 2008 | Friday Night Project                | Prezentatoare/Sely/Lissandra   | Episodul 5; sezonul 6                                                                           |
| 2008 | American Idol                       | Mentor/Ea însăși/Jurat         | Episodul 30; sezonul 7                                                                          |
| 2009 | Head Case                           | Susan Galler                   | "Back in the Game" (episodul 5; sezonul 3)                                                      |
| 2010 | Come Fly With Me                    | Rolul propriei persoane        | "Pilot" (episodul 1; sezonul 1)                                                                 |
| 2010 | The X Factor                        | Rolul propriei persoane/Jurată | Season 7 (Glasgow auditions judge)                                                              |
| 2012 | The Spice Girls Story: Viva Forever | Rolul propriei persoane        | Documentar despre Spice Girls                                                                   |
| 2012 | The X Factor                        | Rolul propriei persoane/Jurată | Sezonul 9 (jurată la audițiile din Liverpool)                                                   |
| 2013 | Australia's Got Talent              | Rolul propriei persoane/Jurată | Seria 7                                                                                         |

| An   | Titlu                         | Rol                     | Note                |
| ---- | ----------------------------- | ----------------------- | ------------------- |
| 1995 | Foggy Notion                  | Sami                    | Rolul principal     |
| 1997 | Spiceworld                    | Ginger Spice            |                     |
| 1999 | Geri – A Film by Molly Dineen | Rolul propriei persoane | Film TV; Documentar |
| 2000 | Geri's World Walkabouts       | Rolul propriei persoane | Film TV; Documentar |
| 2000 | Therapy                       | Amy Sulivan             | Nelansat            |
| 2004 | Fat Slags: The Film           | Paige Stonach           | Voce; Animație      |
| 2005 | There's Something About Geri  | Rolul propriei persoane | Film TV; Documentar |
| 2007 | Giving You Everything         | Rolul propriei persoane | Film TV; Documentar |
| 2009 | Crank 2: High Voltage         | Karen Chelios           |                     |
| 2009 | Ant & Dec's Christmas Show    | Geri Doll               | Film TV             |

## Premii și nominalizări
| An   | Premiu                          | Categorie                                               | Pentru             | Rezultat     | Note                    |
| ---- | ------------------------------- | ------------------------------------------------------- | ------------------ | ------------ | ----------------------- |
| 1999 | Blockbuster Entertainment Award | Favourite Actress – Comedy                              | Spiceworld         | Nominalizare | Împărțit cu Spice Girls |
| 1999 | MTV Europe Music Awards         | Best Female                                             |                    | Nominalizare |                         |
| 2000 | Brit Awards                     | Best British Female Solo Artist                         |                    | Nominalizare |                         |
| 2000 | Brit Awards                     | Best Pop Act                                            |                    | Nominalizare |                         |
| 2000 | Capital FM Awards               | Best British Female Singer                              |                    | Câștigat     |                         |
| 2001 | Comet Awards                    | Best International Female Singer                        |                    | Câștigat     |                         |
| 2002 | Brit Awards                     | Best British Female Solo Artist                         |                    | Nominalizare |                         |
| 2002 | Brit Awards                     | Best British Single                                     | "It's Raining Men" | Nominalizare |                         |
| 2002 | NRJ Music Awards                | International Song of the Year                          | "It's Raining Men" | Câștigat     |                         |
| 2002 | NRJ Music Awards                | International Female Artist of the Year                 |                    | Nominalizare |                         |
| 2008 |                                 | Bestselling female celebrity children's author of 2008. | Ugenia Lavender    | Câștigat     |                         |